# Лукоянов, Александр Васильевич
Алекса́ндр Васи́льевич Лукоя́нов (25 января 1927 года, село Садиково, Алькеевский район, Татарская АССР, РСФСР, СССР — 21 июля 2003 года, село Окраинка, Денисовский район, Костанайская область, Республика Казахстан) — первоцелинник, механизатор совхоза «Комаровский» Орджоникидзевского района Кустанайской области Казахстан. Герой Социалистического Труда (1957).

## Биография
Родился 25 января 1927 года в селе Садиково Алькеевского района Татарской АССР в крестьянской семье.
В 1942 году окончив 7 классов начал трудиться в совхозе «Энергетик» (село Чувашский Брод Алькеевский район Татарская АССР) помощником комбайнера, трактористом.
Осенью 1944 года был призван в ряды Советской армии — служил радистом на Черноморском флоте. После армии продолжил работать в совхозе «Энергетик».
В 1954 году окончил Елабужскую Елабуга школу механизации сельского хозяйства (СПТУ № 11) Татарской АССР по специальности механика-комбайнера. По комсомольской путёвке прибыл на освоение целины в Казахстан — в новообразованный совхоз «Комаровский». В течение осени 1954 года и весны 1955 года Александр Лукоянов вспахал 2200 га целины. В 1956 году на комбайне С-6 убрал пшеницу на площади в 969 га, в том числе 174 га раздельным способом.
С 1961 года по 2002 год Александр Лукоянов заведовал машинно-тракторным парком совхоза «Комаровский». На протяжении многих лет возглавлял первичную организацию Всесоюзного общества изобретателей и рационализаторов. Им было внесено немало рационализаторских предложений. Одно из знатных его изобретений, датированное 1962 годом, является агрегат по борьбе с сорняками сельскохозяйственных культур — «ССК» (Смерть Сорнякам Комаровки). В 1955 и 1957 годах избирался депутатом Орджоникидзевского районного Совета депутатов трудящихся. Старейшина депутатского корпуса Комаровского сельского Совета — с 1959 по 1991 год. Являлся членом исполкома и заместителем председателя исполкома Комаровского сельсовета. На протяжении нескольких лет возглавлял постоянную комиссию по вопросам сельского хозяйства при Комаровском сельсовете. Состоял в Коммунистической партии Советского Союза. Возглавлял партячейку МТМ Комаровского совхоза. Во время уборки хлеба всегда вставал за штурвал комбайна. Активно выступал на страницах районной и областной газет. Преподавал курсы механизаторов. На призы Героя Социалистического Труда Александра Лукоянова, среди трудящейся молодёжи Орджоникидзевского района, проводились социалистические соревнования. С супругой Натальей Николаевной родили и воспитали четверых детей. Всю свою сознательную жизнь прожил в селе Комаровка.

## Награды
- Герой Социалистического Труда — указом Президиума Верховного Совета СССР от 11 января 1957 года «за особо выдающиеся успехи, достигнутые в работе по освоению целинных и залежных земель, и получение высокого урожая»[1]
- Заслуженный комбайнер Казахской ССР — 1970 год.
- Орден Ленина — 1957 год.
- Орден Дружбы народов — 1981 год.
- Медаль «В ознаменование 100-летия со дня рождения Владимира Ильича Ленина» — 1970 год.
- Медаль «За освоение целинных земель» — 1957 год.
- Серебряная медаль ВДНХ